# برنامج مساعد (حوسبة)

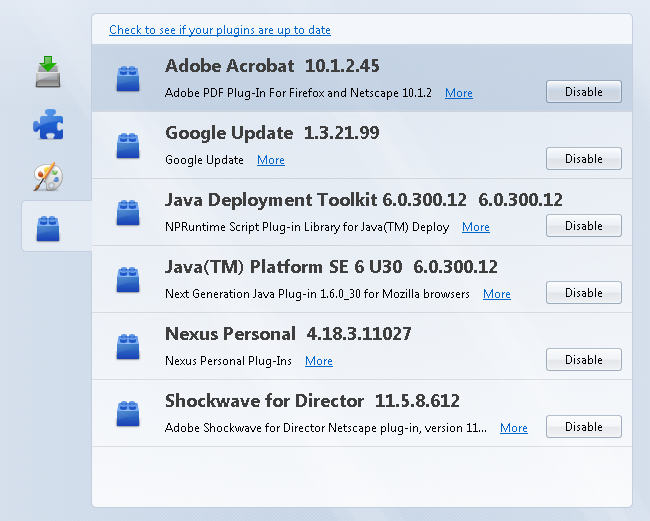

في الحوسبة، البرامج المساعدة أو  الإضافة التوسيعيّة  (بالإنجليزية: Plug-ins أو Plugins)‏ هي إضافات أو ملحقات مخصصة لبرامج معينة، تساعد على توسيع وتمديد عمل هذا البرنامج ليؤدي مهام ووظائف أكثر.
من أشهرها ملحقات برنامج فوتوشوب ومتصفح الوب فايرفوكس وووردبريس ودروبال.
غالبا ما تتميز هذه البرامج ب :
- أنها لا يمكن أن تعمل وحدها لأنها مخصصة فقط لتقديم وظيفة إلى واحد أو أكثر من البرامج
- يتم تطويرها من قبل مبرمجين قد لا يكون لهم علاقة مع المؤلفين الرئيسيين للبرنامج.

## الأهداف
ليست كل البرامج قادرة على العمل باستخدام البرنامج المساعد، ويجب أن تصمم البرامج المعنية للتواصل مع البرامج الخارجية وفقا لبعض القواعد التي يجب عليهم الالتزام بها، بحيث يمكن تبادل المعلومات. أهداف المؤلفين الذين اختاروا تطوير هذا النوع من البرامج هو إضافة وظائف دون الحاجة إلى إعادة برمجة كل شيء، وأيضا السماح للمستخدمين بإضافة ميزات خاصة بهم بشكل مستقل. من الناحية المثالية، يشمل هذا الاستقلال القدرة على تطوير البرنامج الرئيسي مع الحفاظ على التوافق مع البرامج المساعدة القائمة؛ هذا الشرط هو أبعد من أن يكون صحيحا دائما.

## الإيجابيات
الحصول على وظيفة أو ميزة وإلقاء نظرة عامة ملموسة عليها، لإدراجها مستقبلا في البرنامج الرئيسي في نسخة محسنة.

## معمارية برمجيات معيارية
يمكن للبرنامج المساعد أن يكون أساسا لمعمارية برمجيات معيارية كما هو الحال بالنسبة ل eclipse أو حزم أو إس جي أي.في المعماريات البرمجية الثابتة، يتم تعريف بنية التنفيذ قبل بداية البرنامج (على سبيل المثال، في ملف الإعداد). مثلا، يمكن لمترجم لغة PHP تحميل وحدات تمديد (لأخذ ZIP بعين الاعتبار، للسماح بالوصول إلى قاعدة بيانات MySQL، الخ) على حسب الاحتياجات الموضحة في ملف التهيئة php.ini. في المعماريات البرمجية الديناميكية، فإن التطبيق نفسه من يحدد البرامج المساعدة الحاضرة، في كثير من الأحيان عن طريق فحص الملفات في دليل مخصص للملحقات.إضافة وحذف العناصر الموجودة في هذا الدليل تمكن من تنشيط أو تعطيل الإضافات المقابلة.

## مثال
من بين البرامج المساعدة الأكثر شيوعا نجد تلك التي تضيف دعم لبعض الأشكال:
- أدوبي فلاش لمتحركات فلاش، خصوصا على شكل SWF.
- جافا لتطبيقات جافا باستخدام ملفات class.*
- صيغ كويك تايم لبعض الصوتيات والفيديو
- جوجل البرنامج المساعد لعرض جوجل إيرث

عرضت مايكروسوفت PowerToys ويندوز إكس بي، والتي هي البرامج المساعدة لمايكروسوفت ويندوز.

## البرامج المساعدة أطر العمل
تنظم أطر العمل أدناه عن طريق لغة البرمجة، ويمكن استخدامها من قبل المطورين لإضافة برامج مساعدة لبرنامجهم.

### سي++
- إطار العمل FxEngine : لمعالجة تدفقات البيانات (إشارة، صورة ...)
- البرنامج المساعد كيوت - كيوت إطار عمل ترولتيك (Troll tech)

### دلفي
- TMS برنامج مساعد-إطار عمل

### جافا
- جافابرنامج مساعد-إطار عمل (JPF)، برنامج مساعد إكلبس
- RCP، برنامج مساعد إكلبس

### بايثون
- Setuptools
- إطار عمل Hive ERP
- Sprinkles

### دوت نت
- AL Platform
- مونو أد-إينس